# El mar groc
El mar groc (coreà 황해, hanja 黃海, Hwanghae, comercialitzada com The Yellow Sea) és una pel·lícula de thriller d'acció de Corea del Sud del 2010 dirigit per Na Hong-jin i protagonitzada per Ha Jung-woo i Kim Yoon-seok en els papers principals. Aquesta pel·lícula marca el retrobament del director i els actors principals que també van col·laborar per primera vegada per a la pel·lícula de 2008 The Chaser, en la qual Ha Jung-woo interpretava a l'antagonista i Kim Yoon-seok feia de protagonista. A El mar groc, Ha Jung-woo interpreta el protagonista mentre que Kim Yoon-seok interpreta l'antagonista.
The Yellow Sea es va estrenar a Corea del Sud el 22 de desembre de 2010. Ha estat doblada al català.

## Argument
A la ciutat del nord-est de la Xina de Yanji a la prefectura de Yanbian, Gu-nam (Ha Jung-woo), un coreà ètnic, o Joseonjok, treballa com a taxista. Quan no treballa, sovint es troba a les sales de joc. Gu-nam ara està greument endeutat. La seva dona va marxar a treballar a Corea del Sud i va prometre que li enviaria diners. Encara no ha tingut notícies d'ella i està turmentat pels malsons que té una relació extramatrimonial. Per empitjorar les coses, Gu-nam és acomiadat de la seva feina i els cobradors de deutes s'emporten la major part de la seva indemnització.
El gàngster local, Myun Jung-hak (Kim Yoon-seok), li ofereix un tracte: si Gu-nam va a Corea del Sud per matar un professor anomenat Kim Seung-hyun, rebrà 57.000 yuans (10.000 dòlars). Gu-nam accepta i marxa cap a Corea del Sud amb tren i un vaixell de pesca desgavellat, amb 500 dòlars per a despeses.
Quan Gu-nam arriba a Corea del Sud, busca amb cura el seu objectiu durant dies, alhora que busca la seva dona. La nit abans que el seu vaixell hagi de tornar a la Xina, Gu-nam és testimoni de Kim Seung-hyun sent emboscat i assassinat pel seu conductor i dos còmplices dins de l'escala del seu edifici d'apartaments. Després de defensar-se del conductor, Gu-nam talla el polze de Seung-hyun, segons el contracte del Sr. Myun, però l'esposa de Seung-hyun el veu i es veu obligat a fugir de la policia. En arribar a la suposada ubicació del vaixell de tornada a la Xina, no hi ha ningú per recollir Gu-nam, i s'adona que l'han emboscat. Es revela que un home de negocis anomenat Kim Tae-won havia contractat el conductor per matar a Seung-hyun. Tae-won dirigeix l'atenció de la seva colla a trobar Gu-nam. Després de descobrir que Gu-nam va ser contractat per Myun, Tae-won envia els seus homes a la Xina perquè també matin a Myun, però Myun els mata i, en canvi, vola cap a Corea per forçar una reunió amb Tae-won. Arriben a un acord, i Tae-won promet pagar a Myun per trobar i matar Gu-nam.
Fugint de la policia, Gu-nam segresta i interroga un dels contrabandistes de Myun i organitza un retorn a la Xina a través d'un vaixell de càrrega. Al mateix temps, veu informes a la televisió que una dona que coincideix amb la descripció de la seva dona havia estat assassinada per un home que havia investigat perquè estava relacionat amb la seva dona anteriorment. Gu-nam contracta un investigador extern per comprovar el cos i confirmar si la dona assassinada era la seva dona, i quan l'investigador no pot saber si és ella, li menteix a Gu-nam i s'encarrega que la dona sigui incinerada i que l'entreguin les cendres a Gu-nam.
Després d'arribar al vaixell de càrrega, en Gu-nam s'adona que ha estat instal·lat una altra vegada i és acorralat pels homes de Myun i gairebé mort, però és capaç d'escapar. Alguns dels homes de Myun són arrestats i apunten la policia cap a Tae-won, que envia homes al complex d'apartaments on s'allotgen en Myun i la seva tripulació per fer-lo matar. La resta dels nomes de Myun moren, però Myun derrota la tripulació de Tae-won, crema el complex i marxa a buscar en Tae-won. Gu-nam torna a l'apartament de Seung-hyun i, quan es topa amb la vídua de Seung-hyun per casualitat, li promet que mataria l'home responsable de l'assassinat del seu marit. Myun embosca en Tae-won a la seu de la seva banda, i després d'un llarg conflicte, els dos resulten ferits de mort. Durant la recerca d'en Gu-nam, dos delinqüents l'embosquen i el segresten, però els mata i recupera una targeta de visita d'un dels delinqüents per a un banquer que havia estat en contacte amb Myun. Gu-nam arriba a l'estació i es troba davant d'un Tae-won moribund, que murmura que Seung-hyun va tenir una aventura amb la seva dona. Myun es desmaia al volant de la seva furgoneta, s'estavella a l'entrada de l'estació, i mor a causa de les seves ferides. En un restaurant, un Gu-nam ferit es troba amb l'home que va ajudar a identificar la seva dona i li donen les cendres. Després de seguir la targeta de visita a un banc, se'n va després de veure la dona de Seung-hyun parlant amb el banquer que havia contractat en Myun, deduint que ella l'havia contractat per matar el seu propi marit. Tant Tae-won com la dona de Seung-hyun havien colpejat a Seung-hyun; Tae-won per tenir una aventura amb la seva dona, l'esposa de Seung-hyun per fer trampes.
Gu-nam es dirigeix a un moll i pren un ostatge a un pescador i li ordena que vagi a Yanbian. Mentre està al vaixell, té una visió de la seva dona marxant en un tren; sucumbeix a les seves ferides en el camí de tornada a la Xina. Llavors el pescador llença el cos de Gu-nam i les cendres a l'aigua. En una escena ambigua de mig crèdit, la dona de Gu-nam arriba a casa amb tren.

## Repartiment
- Ha Jung-woo com a Gu-nam
- Kim Yoon-seok com Myun Jung-hak
- Jo Sung-ha com a Tae-won
- Lee Chul-min com a Choi Sung-nam
- Kwak Do-won com el Prof. Kim Seung-hyun
- Lim Ye-won com a dona del professor Kim
- Tak Sung-eun com a dona de Gu-nam
- Kim Ki-hwan com a conductor del professor Kim
- Ki Se-hyung com a subordinats de Tae-won
- Lee El com a Joo-young, l'amant de Tae-won
- Oh Yoon-hong com a dona de Tae-won
- Jung Man-sik com a detectiu
- Jung Min-sung com a detectiu
- Kim Dong-hyun com a detectiu
- Park Byung-eun com a empleat del banc
- Jang So-yeon com a empleat de l'hotel Do-man
- Yang Ki-won com a detectiu
- Sung Byoung-sook com la mare de Gu-nam
- Kong Jung-hwan com a Jeon Pil-kyoo
- Baek Won-gil com a segrestador coreà-xinès 1
- Kang Hyun-joong com a mariner del port de Busan
- Yoo Ha-bok com a cap de taxi Yanbian
- Lee Hee-joon com a policia
- Lee Jun-hyeok com a venedor de gossos 2
- Kim Jae-hwa com a xicota de Jung-hak (sense acreditar)

## Llançament
La pel·lícula es va projectar a la secció Un Certain Regard al 64è Festival Internacional de Cinema de Canes, així com el Filmfest München de 2011.
Els drets de les pel·lícules australianes i britàniques es van vendre a Bounty Films. L'estrena de la pel·lícula al Regne Unit va ser el 21 d'octubre de 2011.

## Recepció
La pel·lícula es va estrenar el 22 de desembre de 2010 a Corea del Sud i va estar al capdavant de la taquilla, venent 1,05 milions d'entrades en els seus primers cinc dies d'estrena, segons el Korean Film Council. La pel·lícula va vendre un total de 2.142.742 entrades a tot el país.
La pel·lícula va rebre crítiques positives. El lloc web de l'agregador de ressenyes Rotten Tomatoes va informar que el 88% dels 25 crítics han donat crítiques positives a la pel·lícula. Al lloc web de l'agregador de ressenyes Metacritic, la pel·lícula té una puntuació mitjana ponderada de 70 sobre 100 basada en 19 crítics, la qual cosa indica "crítiques generalment positives".
Mark Olsen de The Los Angeles Times va escriure "Una barreja vertiginosa de freneticisme que cruixi els ossos i sagnants baralles de ganivets a prop amb un fil de malenconia romàntica". 	
Manohla Dargis de The New York Times va escriure: "Una pel·lícula de Corea del Sud que rellisca i llisca de l'horror a l'humor sobre rius de sang i ofereix la imatge inquietant d'un home, primitiu encarnat, colpejant altres homes amb un enorme os rosegat de carn." 	
Maggie Lee The Hollywood Reporter va declarar: "La forta resistència, la violència implacable, l'edició ràpida i la narració truncada no donen cap pausa per pensar ni tan sols respirar. Quan es revela el misteri central amb un bon gir, s'empassa al final desordenat i anticlimàtic." Peter Bradshaw de The Guardian va afegir "Aquesta pel·lícula negra de gàngsters de Corea del Sud és una explosió ensordidora d'energia, violència espantosa i caos que, malgrat les seves inversemblances, té descar i estil... Potser podria haver perdut 30 minuts. Però el seu poder i la seva força de mossegada són impressionants." Philip Kemp de GamesRadar+ va donar a la pel·lícula dues estrelles de cinc, afirmant "Amb gairebé dues hores i mitja de durada, Hwanghae és excessiu en tots els sentits". Michael Atkinson de The Village Voice va esmentar "En tot cas, la pel·lícula de Na és massa bona, sobrepassant la credibilitat massa sovint (l'heroi del sac de boxa té massa sort; bona i dolenta - i absorbeix una quantitat hilarant de càstig) en la seva recerca de la violència desesperada. Però aquesta és la manera coreana, i Na clava el realisme de l'alimentació inferior mentre s'enfonsa cap a la hipèrbole dels videojocs".

## Premis i nominacions
| Any  | Premi                                                        | Categoria                       | Recipients                      | Resultat  |
| ---- | ------------------------------------------------------------ | ------------------------------- | ------------------------------- | --------- |
| 2011 | 48ns Grand Bell Awards                                       | Millor pel·lícula               | The Yellow Sea                  | Nominat   |
| 2011 | 48ns Grand Bell Awards                                       | Millor director                 | Na Hong-jin                     | Nominat   |
| 2011 | 48ns Grand Bell Awards                                       | Millor actor                    | Kim Yoon-seok                   | Nominat   |
| 2011 | 48ns Grand Bell Awards                                       | Millor actor secundari          | Jo Sung-ha                      | Guanyador |
| 2011 | 48ns Grand Bell Awards                                       | Millor fotografia               | Lee Sung-jae                    | Nominat   |
| 2011 | 48ns Grand Bell Awards                                       | Millor muntatge                 | Kim Sun-min                     | Nominat   |
| 2011 | 48ns Grand Bell Awards                                       | Millor director artístic        | Lee Hoo-gyoun                   | Nominat   |
| 2011 | 48ns Grand Bell Awards                                       | Millor il·luminació             | Hwang Soon-wook                 | Nominat   |
| 2011 | 48ns Grand Bell Awards                                       | Millor disseny de vestuari      | Chae Kyung-hwa                  | Guanyador |
| 2011 | 48ns Grand Bell Awards                                       | Millors efectes visuals         | Kim Tae-hun, Jeong Jae-hun      | Nominat   |
| 2011 | 48ns Grand Bell Awards                                       | Millor disseny de so            | Choi Tae-young                  | Nominat   |
| 2011 | 32ns Premis de Cinema Drac Blau                              | Millor actor                    | Kim Yoon-seok                   | Nominat   |
| 2011 | 32ns Premis de Cinema Drac Blau                              | Millor actor secundari          | Jo Sung-ha                      | Nominat   |
| 2011 | 32ns Premis de Cinema Drac Blau                              | Millor fotografia               | Lee Sung-jae                    | Nominat   |
| 2011 | 32ns Premis de Cinema Drac Blau                              | Millor director artístic        | Lee Hoo-gyoun                   | Nominat   |
| 2011 | 32ns Premis de Cinema Drac Blau                              | Millor il·luminació             | Hwang Soon-wook                 | Guanyador |
| 2011 | 47ns Baeksang Arts Awards                                    | Millor pel·lícula               | The Yellow Sea                  | Nominat   |
| 2011 | 47ns Baeksang Arts Awards                                    | Millor director                 | Na Hong-jin                     | Nominat   |
| 2011 | 47ns Baeksang Arts Awards                                    | Millor actor                    | Ha Jung-woo                     | Guanyador |
| 2011 | 5ns Asian Film Awards                                        | Millor director                 | Na Hong-jin                     | Nominat   |
| 2011 | 5ns Asian Film Awards                                        | Millor actor                    | Ha Jung-woo                     | Guanyador |
| 2011 | 5ns Asian Film Awards                                        | Millor dissenyador de producció | Lee Hwo-kyoung                  | Nominat   |
| 2011 | 5ns Asian Film Awards                                        | Millor compositor               | Jang Young-gyu i Lee Byung-hoon | Nominat   |
| 2011 | 5ns Asia Pacific Screen Awards                               | Assoliment en direcció          | Na Hong-jin                     | Nominat   |
| 2011 | 64è Festival Internacional de Cinema de Canes                | Un Certain Regard               | Na Hong-jin                     | Nominat   |
| 2011 | 31ns Premis de l'Associació Coreana de Crítics de Cinema     | Millor actor                    | Ha Jung-woo                     | Guanyador |
| 2011 | 20ns Buil Film Awards                                        | Millor actor                    | Ha Jung-woo                     | Nominat   |
| 2011 | 15è Festival Internacional de Cinema Fantàstic de Bucheon    | Millor director                 | Na Hong-jin                     | Guanyador |
| 2011 | 15è Festival Internacional de Cinema Fantàstic de Bucheon    | Millor de Puchon                | Na Hong-jin                     | Nominat   |
| 2011 | Festival Internacional de Cinema de Chicago                  | Gold Hugo                       | Na Hong-jin                     | Nominat   |
| 2011 | XLIV Festival Internacional de Cinema Fantàstic de Catalunya | Premi al millor director        | Na Hong-jin                     | Guanyador |